# Abraham a Sancta Clara
Johann Ulrich Megerle, en religion Abraham a Sancta Clara, né le 2 juillet 1644 à Kreenheinstetten - décédé le 1er décembre 1709 à Vienne, est un ecclésiastique catholique romain allemand, prédicateur et écrivain de Haut allemand. Avec environ 600 écrits individuels, il est considéré comme le plus important prédicateur et poète catholique allemand de l'époque baroque. 

## Résumé biographique
Il est né à Kreenheinstetten, près de Meßkirch en Allemagne, un peu au nord du lac de Constance (le Bodensee, dans le Sud de l'Allemagne). Son oncle est le compositeur Abraham Megerle (de) (1607-1680), élève de Johann Stadlmayr, puis organiste et maître de chapelle de la cathédrale de Constance, au bord du lac, et enfin au service de l'archevêque de Salzbourg, en Autriche.

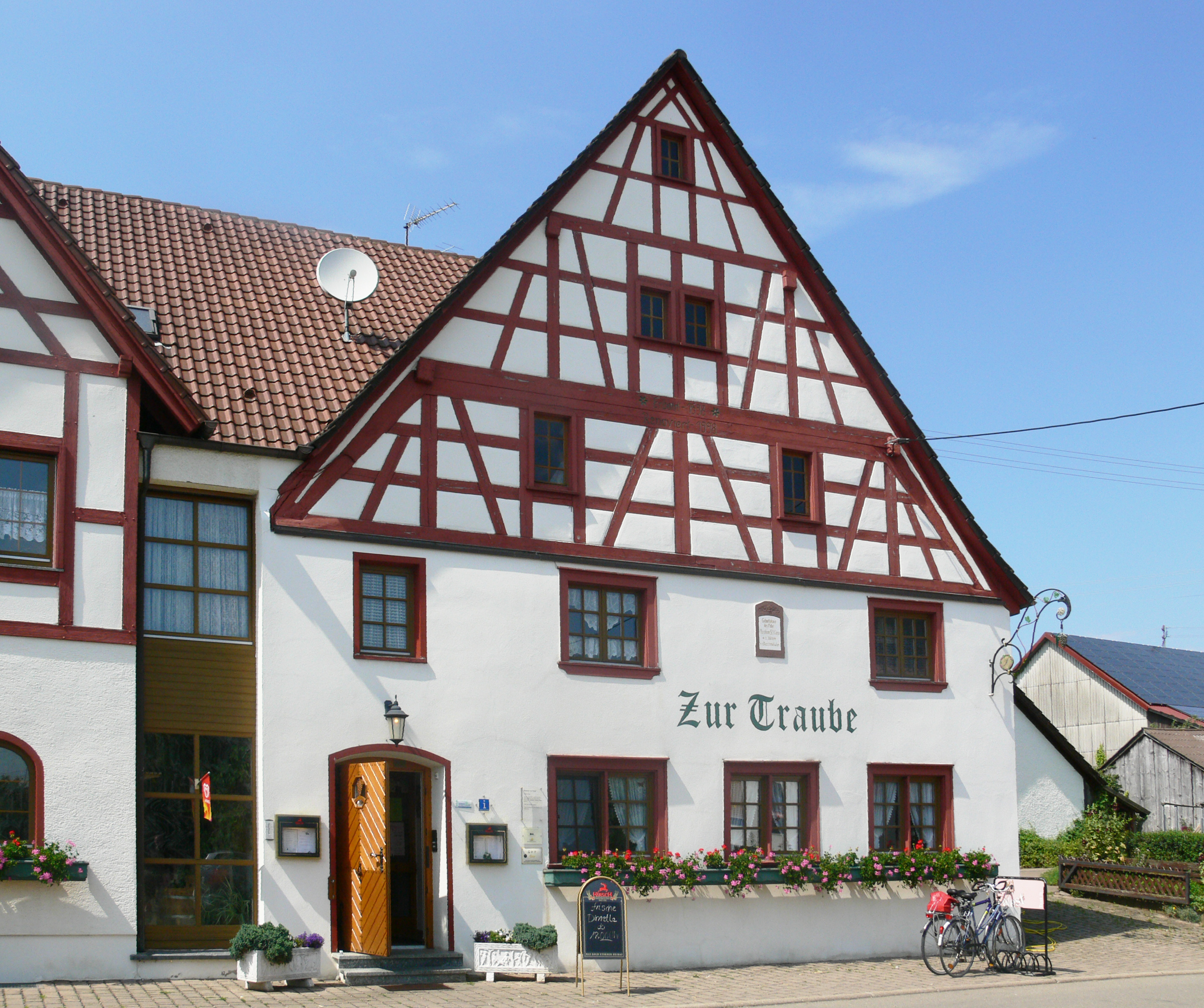
La maison natale d'Abraham a Santa Clara à Kreenheinstetten.

En 1662, Johann Ulrich entre dans l'ordre des Augustins déchaux et prend le nom religieux sous lequel il est connu. Dans cet ordre il monte peu à peu jusqu'à ce qu'il devienne pré-provincial et définiteur en second de sa province (et donc auxiliaire du supérieur de l'ordre dans cette province ecclésiastique).
Ayant gagné très tôt une grande réputation pour son éloquence dans la prédication en chaire, il est nommé pasteur de la cour impériale à Vienne en 1669.
Apprécié par Martin Heidegger, il pouvait décrire le Juif ainsi :
« Ce maudit scélérat doit être pourchassé partout où il ira. [...] À cause de ce qu’ils ont fait à Jésus, les narines de leurs enfants mâles s’emplissent de vers chaque Vendredi saint, ils naissent avec des dents de porc... Hormis Satan, les hommes n’ont pas plus grand ennemi que le Juif... Pour leurs croyances, ils méritent non seulement la potence, mais aussi le bûcher. [...] Les juifs qui sont des canailles, responsables de la peste avec les sorcières et les fossoyeurs »,.

## Quelques textes
- 1672 – Der alte Hafen scheppert (Le vieux port claque)
- 1680 – Merk's Wien ((Souviens-toi, Vienne)
- 1686-95 – Judas der Erzschelm (Judas l'Archidémon)
- 1688 – Österreichisches Deo Gratias (Deo Gratias autrichien)
- 1703 – Wunderlicher Traum von einem großen Narren-Nest (Rêve étrange d'un grand nid de fous)